# Огненогръд плодов гълъб
Огненогръдият плодов гълъб (Ptilinopus marchei) е вид птица от семейство Гълъбови (Columbidae). Видът е световно застрашен, със статут Уязвим.

## Разпространение и местообитание
Разпространен е във Филипините.